# Lili'uokalani
Lili'uokalani, reina de Hawaii (2 de setembre de 1838 - 11 de novembre de 1917), abans anomenada Lydia Kamaka'eha, i coneguda com a Lydia K. Dominis després del seu enderrocament, fou l'última monarca del Regne de Hawaii.

## Primers anys
Era el quart fill, i la més gran de les dones, dels grans caps Cèsar Kapa'akea i Analea Keohokalole de Kaua'i. Familiarment l'anomenaven Lilino. El seu nom en hawaià significa 'La conserva del cel'.

## Ascens al tron
El 16 de setembre de l'any 1862 va contraure matrimoni amb el nord-americà John Owen Dominis, que seria governador d'Oahu i Maui. No tingueren descendència. L'hereva de Lili'uokalani, durant molts d'anys, fou la princesa Victoria Ka'iulani, tot i que moriria abans que ella.
Durant gairebé un any sencer (1881), any en què el seu germà realitzà un viatge arreu del món com a rei (el primer monarca que ho va fer en la història de tota la reialesa mundial), Lili'uokalani va portar a terme les funcions de regent del Regne de Hawaii.
Lili'uokalani va heretar el tron del seu germà David Kalakaua el 29 de gener de 1891. Poc després de pujar al poder intentà derogar la Constitució Baioneta vigent i fer un esborrany d'una nova constitució que retornés el poder a la monarquia.
La reina inaugurà el Jardí Botànic Lili'uokalani.

## Conflicte amb els residents estrangers
Els súbdits nord-americans i europeus de Hawaii, davant de l'amenaça de l'eliminació del sufragi de la Constitució (sufragi que només els permetia votar a ells, deixant de banda els nadius hawaians) proposada per la reina, afirmaren que aquesta havia "abdicat virtualment" en intentar subvertir la constitució, per la qual cosa planejaren enderrocar-la. A més de l'amenaça de pèrdua del sufragi, els qui tenien interessos comercials en el regne estaven preocupats per l'eliminació dels aranzels estrangers del mercat americà del sucre, a causa de la Llei Mckinley, considerant la possibilitat d'annexió als Estats Units d'Amèrica (i gaudir així dels mateixos beneficis per al sucre que els productors nacionals) com una conseqüència favorable de posar fi a la monarquia hawaiana.

## Enderrocament i proclamació de la República
Durant l'enderrocament de l'any 1893 el ministre nord-americà de Hawaii de l'època, John L. Stevens, demanà a les tropes de terra de l'U. S. S. Boston que protegissin els negocis i propietats nord-americanes. Sa Majestat la reina fou deposada el 17 de gener de l'any 1893, i s'hi formà un govern provisional.
El govern de Grover Cleveland encarregà l'informe Blounti; segons les seves conclusions, determinà que l'enderrocament de Lili'uokalani havia estat il·legal, i oferí a la reina el 16 de novembre d'aquell mateix any tornar-li el poder si concedia l'amnistia a tots els responsables del seu enderrocament. En un primer moment la reina es negà, afirmant, segons les cròniques de l'època, que faria que els decapitessin -encara que va negar aquesta acusació en concret, sí que va admetre que volia que patissin el càstig de la mort-. Davant del desenvolupament dels esdeveniments, el llavors president Grover Cleveland remeté el document al Congrés dels Estats Units.
Encara que va canviar d'opinió el 18 de desembre del mateix any i el ministre nord-americà Willis demanà al govern provisional que rehabilitessin la reina, aquests s'hi van negar. El congrés va contestar a la recomanació de Cleveland amb una altra investigació, que el Senat dels Estats Units presentà com l'informe Morgan el 26 de febrer de 1894, en què exonerava tant el ministre Stevens com les tropes nord-americanes de tota responsabilitat en l'enderrocament. El 4 de juliol de 1894, es proclamà la República de Hawaii, i fou Sanford Ballard Dole, un dels primers a demanar l'abolició de la institució monàrquica, el seu president. El govern dels Estats Units la va reconèixer immediatament.

## Empresonament i mort
El 16 de gener de l'any 1895, Lili'uokalani fou arrestada (dies després de la rebel·lió encapçalada per Robert Wilcox) en trobar-se armes de foc als jardins de la seva residència, fet del qual negà tenir coneixement. Fou condemnada a cinc anys de treballs forçats a la presó i se li va imposar una multa de 5.000$, però la pena li fou commutada pel confinament en un dels dormitoris superiors del palau 'Iolani fins a la seva posada en llibertat un any més tard amb l'establiment de la República de Hawaii.
En fracassar els seus intents de recuperar el poder, presentà sense èxit una demanda en contra del govern federal per unes pèrdues totals de 450.000$ en concepte de propietats, reclamant a títol personal les terres de la corona. L'assemblea legislativa territorial de Hawaii votà, finalment, a favor de la concessió d'una pensió anual de 4.000$ i li permeté percebre les rendes d'una plantació de sucre de 24 km².
Es va instal·lar a Washington Place, on va residir com a ciutadana anònima fins a la seva mort l'any 1917 per complicacions a causa d'una apoplexia. Tal com s'esperava, Hawaii s'annexionà als Estats Units per mitjà d'una resolució conjunta del Congrés nord-americà de 1898.
Lili'uokalani fou una gran autora i compositora. El seu llibre Hawaii's Story by Hawaii's Queen narrava la història del seu país. Entre les seves composicions musicals més conegudes es troba l'himne Aloha 'Oe (conegut també com a Farewell to Thee), que compongué durant el seu empresonament domiciliari.

## Patronatges
Ocupà la presidència d'honor de diverses entitats d'interès social com:
- Societat Educativa Lili'uokalani.
- Societat Benèfica Fort-street.
- Societat d'Amics dels Estrangers.
- Consell de Dones Missioneres.

Fou patrona de la:
- Societat Polinèsia (amb seu a Nova Zelanda).

## Distincions honorífiques
- Medalla commemorativa de l'Elecció del rei Kalakaua. Regne de Hawaii.
- Dama Gran Creu del Reial Orde de Kamehameha I. Regne de Hawaii.
- Dama Gran Creu del Reial Orde de Kalakaua I. Regne de Hawaii.
- Dama Gran Creu de l'Orde de la Corona de Hawaii. Regne de Hawaii.
- Medalla commemorativa de la Coronació del rei Kalakaua. Regne de Hawaii.
- Medalla commemorativa del Jubileu del rei Kalakaua. Regne de Hawaii.
- Dama Gran Creu del Reial Orde de l'Estel d'Oceania. Regne de Hawaii.
- Sobirana Gran Mestra del Reial Orde de Kapi'olani. Regne de Hawaii.
- Medalla commemorativa del Jubileu de la reina Victòria del Regne Unit. Regne Unit.
- Dama Gran Cordó de l'Orde de la Preciosa Corona. Imperi Japonès.

## Arbre genealògic
|  |                                                  |  |  |  |  |  |  |  |  |  |  |  |  |  |  |  |
|  | 16. Aliʻi Nui Kameʻeiamoku de Kauaʻi             |  |  |  |  |  |  |  |  |  |  |  |  |  |  |  |
|  |                                                  |  |  |  |  |  |  |  |  |  |  |  |  |  |  |  |
|  |                                                  |  |  |  |  |  |  |  |  |  |  |  |  |  |  |  |
|  | 8. Aliʻi Nui Kepoʻokalani de Kauaʻi              |  |  |  |  |  |  |  |  |  |  |  |  |  |  |  |
|  |                                                  |  |  |  |  |  |  |  |  |  |  |  |  |  |  |  |
|  |                                                  |  |  |  |  |  |  |  |  |  |  |  |  |  |  |  |
|  | 17. Aliʻi Nui Kamakaeheikuli de Kohala           |  |  |  |  |  |  |  |  |  |  |  |  |  |  |  |
|  |                                                  |  |  |  |  |  |  |  |  |  |  |  |  |  |  |  |
|  |                                                  |  |  |  |  |  |  |  |  |  |  |  |  |  |  |  |
|  | 4. Aliʻi Nui Kamanawa II de Kauaʻi               |  |  |  |  |  |  |  |  |  |  |  |  |  |  |  |
|  |                                                  |  |  |  |  |  |  |  |  |  |  |  |  |  |  |  |
|  |                                                  |  |  |  |  |  |  |  |  |  |  |  |  |  |  |  |
|  | 18. Aliʻi Nui KalaninuiʻIamamao de Kaʻū          |  |  |  |  |  |  |  |  |  |  |  |  |  |  |  |
|  |                                                  |  |  |  |  |  |  |  |  |  |  |  |  |  |  |  |
|  |                                                  |  |  |  |  |  |  |  |  |  |  |  |  |  |  |  |
|  | 9. Aliʻi Nui Alapaʻiwahine de Kaʻū               |  |  |  |  |  |  |  |  |  |  |  |  |  |  |  |
|  |                                                  |  |  |  |  |  |  |  |  |  |  |  |  |  |  |  |
|  |                                                  |  |  |  |  |  |  |  |  |  |  |  |  |  |  |  |
|  | 19. Aliʻi Nui Kaoʻlanialiʻi de Kaʻū              |  |  |  |  |  |  |  |  |  |  |  |  |  |  |  |
|  |                                                  |  |  |  |  |  |  |  |  |  |  |  |  |  |  |  |
|  |                                                  |  |  |  |  |  |  |  |  |  |  |  |  |  |  |  |
|  | 2. Aliʻi Nui Cèsar Kaluaiku Kapaʻakea de Kauaʻi  |  |  |  |  |  |  |  |  |  |  |  |  |  |  |  |
|  |                                                  |  |  |  |  |  |  |  |  |  |  |  |  |  |  |  |
|  |                                                  |  |  |  |  |  |  |  |  |  |  |  |  |  |  |  |
|  | 20. Aliʻi Nui Kaʻihelemoana                      |  |  |  |  |  |  |  |  |  |  |  |  |  |  |  |
|  |                                                  |  |  |  |  |  |  |  |  |  |  |  |  |  |  |  |
|  |                                                  |  |  |  |  |  |  |  |  |  |  |  |  |  |  |  |
|  | 10. Aliʻi Nui Kanepawale                         |  |  |  |  |  |  |  |  |  |  |  |  |  |  |  |
|  |                                                  |  |  |  |  |  |  |  |  |  |  |  |  |  |  |  |
|  |                                                  |  |  |  |  |  |  |  |  |  |  |  |  |  |  |  |
|  | 21. Aliʻi Nui Kaʻopa                             |  |  |  |  |  |  |  |  |  |  |  |  |  |  |  |
|  |                                                  |  |  |  |  |  |  |  |  |  |  |  |  |  |  |  |
|  |                                                  |  |  |  |  |  |  |  |  |  |  |  |  |  |  |  |
|  | 5. Aliʻi Nui Kamokuiki                           |  |  |  |  |  |  |  |  |  |  |  |  |  |  |  |
|  |                                                  |  |  |  |  |  |  |  |  |  |  |  |  |  |  |  |
|  |                                                  |  |  |  |  |  |  |  |  |  |  |  |  |  |  |  |
|  | 22. Aliʻi Nui Kaʻehunuiamamaliʻi                 |  |  |  |  |  |  |  |  |  |  |  |  |  |  |  |
|  |                                                  |  |  |  |  |  |  |  |  |  |  |  |  |  |  |  |
|  |                                                  |  |  |  |  |  |  |  |  |  |  |  |  |  |  |  |
|  | 11. Aliʻi Nui Uaua                               |  |  |  |  |  |  |  |  |  |  |  |  |  |  |  |
|  |                                                  |  |  |  |  |  |  |  |  |  |  |  |  |  |  |  |
|  |                                                  |  |  |  |  |  |  |  |  |  |  |  |  |  |  |  |
|  | 23. Aliʻi Nui Koʻi                               |  |  |  |  |  |  |  |  |  |  |  |  |  |  |  |
|  |                                                  |  |  |  |  |  |  |  |  |  |  |  |  |  |  |  |
|  |                                                  |  |  |  |  |  |  |  |  |  |  |  |  |  |  |  |
|  | 1. Lydia Liliʻuokalani de Hawaii                 |  |  |  |  |  |  |  |  |  |  |  |  |  |  |  |
|  |                                                  |  |  |  |  |  |  |  |  |  |  |  |  |  |  |  |
|  |                                                  |  |  |  |  |  |  |  |  |  |  |  |  |  |  |  |
|  | 24. Aliʻi Nui Kameʻeiamoku de Kauaʻi (= 16)      |  |  |  |  |  |  |  |  |  |  |  |  |  |  |  |
|  |                                                  |  |  |  |  |  |  |  |  |  |  |  |  |  |  |  |
|  |                                                  |  |  |  |  |  |  |  |  |  |  |  |  |  |  |  |
|  | 12. Aliʻi Nui Kepoʻokalani de Kauaʻi (= 8)       |  |  |  |  |  |  |  |  |  |  |  |  |  |  |  |
|  |                                                  |  |  |  |  |  |  |  |  |  |  |  |  |  |  |  |
|  |                                                  |  |  |  |  |  |  |  |  |  |  |  |  |  |  |  |
|  | 25. Aliʻi Nui Kamakaeheikuli de Kohala (= 17)    |  |  |  |  |  |  |  |  |  |  |  |  |  |  |  |
|  |                                                  |  |  |  |  |  |  |  |  |  |  |  |  |  |  |  |
|  |                                                  |  |  |  |  |  |  |  |  |  |  |  |  |  |  |  |
|  | 6. Aliʻi Nui ʻAikanaka de Kauaʻi                 |  |  |  |  |  |  |  |  |  |  |  |  |  |  |  |
|  |                                                  |  |  |  |  |  |  |  |  |  |  |  |  |  |  |  |
|  |                                                  |  |  |  |  |  |  |  |  |  |  |  |  |  |  |  |
|  | 26. Aliʻi Nui Keaweaheulu de Waiʻanae            |  |  |  |  |  |  |  |  |  |  |  |  |  |  |  |
|  |                                                  |  |  |  |  |  |  |  |  |  |  |  |  |  |  |  |
|  |                                                  |  |  |  |  |  |  |  |  |  |  |  |  |  |  |  |
|  | 13. Princesa Keohohiwa de Hilo                   |  |  |  |  |  |  |  |  |  |  |  |  |  |  |  |
|  |                                                  |  |  |  |  |  |  |  |  |  |  |  |  |  |  |  |
|  |                                                  |  |  |  |  |  |  |  |  |  |  |  |  |  |  |  |
|  | 27. Reina Ululani Nui de Hilo                    |  |  |  |  |  |  |  |  |  |  |  |  |  |  |  |
|  |                                                  |  |  |  |  |  |  |  |  |  |  |  |  |  |  |  |
|  |                                                  |  |  |  |  |  |  |  |  |  |  |  |  |  |  |  |
|  | 3. Aliʻi Nui Analea Keohokālole de Kauaʻi        |  |  |  |  |  |  |  |  |  |  |  |  |  |  |  |
|  |                                                  |  |  |  |  |  |  |  |  |  |  |  |  |  |  |  |
|  |                                                  |  |  |  |  |  |  |  |  |  |  |  |  |  |  |  |
|  | 28. Aliʻi Nui Kamakakaualiʻi de l'Illa de Hawaii |  |  |  |  |  |  |  |  |  |  |  |  |  |  |  |
|  |                                                  |  |  |  |  |  |  |  |  |  |  |  |  |  |  |  |
|  |                                                  |  |  |  |  |  |  |  |  |  |  |  |  |  |  |  |
|  | 14. Aliʻi Nui Kahoalani Eia de l'Illa de Hawaii  |  |  |  |  |  |  |  |  |  |  |  |  |  |  |  |
|  |                                                  |  |  |  |  |  |  |  |  |  |  |  |  |  |  |  |
|  |                                                  |  |  |  |  |  |  |  |  |  |  |  |  |  |  |  |
|  | 29. Aliʻi Nui Kapalaoa                           |  |  |  |  |  |  |  |  |  |  |  |  |  |  |  |
|  |                                                  |  |  |  |  |  |  |  |  |  |  |  |  |  |  |  |
|  |                                                  |  |  |  |  |  |  |  |  |  |  |  |  |  |  |  |
|  | 7. Aliʻi Nui Kamaʻeokalani de l'Illa de Hawaii   |  |  |  |  |  |  |  |  |  |  |  |  |  |  |  |
|  |                                                  |  |  |  |  |  |  |  |  |  |  |  |  |  |  |  |
|  |                                                  |  |  |  |  |  |  |  |  |  |  |  |  |  |  |  |
|  | 30. Príncep Ahaula de l'Illa de Hawaii           |  |  |  |  |  |  |  |  |  |  |  |  |  |  |  |
|  |                                                  |  |  |  |  |  |  |  |  |  |  |  |  |  |  |  |
|  |                                                  |  |  |  |  |  |  |  |  |  |  |  |  |  |  |  |
|  | 15. Aliʻi Nui Keakaula de l'Illa de Hawaii       |  |  |  |  |  |  |  |  |  |  |  |  |  |  |  |
|  |                                                  |  |  |  |  |  |  |  |  |  |  |  |  |  |  |  |
|  |                                                  |  |  |  |  |  |  |  |  |  |  |  |  |  |  |  |
|  | 31. Princesa Kawehe de l'Illa de Hawaii          |  |  |  |  |  |  |  |  |  |  |  |  |  |  |  |
|  |                                                  |  |  |  |  |  |  |  |  |  |  |  |  |  |  |  |
|  |                                                  |  |  |  |  |  |  |  |  |  |  |  |  |  |  |  |